# Eois anguinata
Eois anguinata là một loài bướm đêm trong họ Geometridae.